# Grande Mosquée de Kashan
La Grande Mosquée de Kashan est la plus ancienne construction de la ville de Kashan en Iran. Le seul minaret de la mosquée est en brique et est situé à l'angle sud-est de la mosquée. Sur la partie inférieure du minaret, il y a une épigraphe Kufi de brique en relief. Sur l'épigraphe, la date de construction, 466 Hijri (1074 ap. J.-C.) est mentionnée. Le minaret est le troisième plus ancien d'Iran possédant une épigraphe.
La mosquée fut probablement un temple du feu à l'époque préislamique, puis fut converti en mosquée après l'islamisation de l'Iran.
Dans le livre Merat ol-Boldan, la mosquée est décrite comme suit :

« La mosquée, qui est connue comme la grande mosquée de Kashan, a un mihrab avec une qibla juste et un mihrab avec une qibla fausse. La fondatrice de la mosquée fut Safié Khatoun, la fille de Malik al-Achtar. »